# Distrito electoral local 4 de Sonora
El IV Distrito Electoral Local de Sonora es uno de 21 distritos electorales del Congreso del Estado de Sonora; en los que se encuentra dividido el territorio del estado. Su cabecera distrital está en el Sur de la ciudad de Heroica Nogales desde que fue creado en 2006.

## Municipios
- Nogales
- Magdalena
- Santa Cruz

## Diputados por el distrito
- LVIII Legislatura (2006-2009)
  - Leticia Amparano Gámez
- LIX Legislatura (2009-2012)
  - David Cuauhtémoc Galindo Delgado
- LX Legislatura (2012-2015)
  - Humberto Jesús Robles Pompa
- LXI Legislatura (2015-2018)
  - José Armando Gutiérrez Jiménez
- LXII Legislatura (2018-2021)
  - Luis Armando Colosio Muñoz
- LXIII Legislatura (2021-2024)
  - Azalia Guevara Espinoza